# Calamus faberi
Calamus faberi är en enhjärtbladig växtart som beskrevs av Odoardo Beccari. Calamus faberi ingår i släktet Calamus och familjen Arecaceae. Inga underarter finns listade i Catalogue of Life.